# Canalete de Upala
Canalete es un distrito del cantón de Upala, en la provincia de Alajuela, de Costa Rica.

## Historia
Canalete fue creado el 3 de agosto de 2012 por medio de Acuerdo Ejecutivo N° 35-2012-MGP.

## Geografía
Canalete cuenta con un área de 106,45 km² y una altitud media de 87 m s. n. m.

## Demografía
Para el año 2021, Canalete cuenta con una población estimada de 4987 habitantes.

## Localidades
- Poblados: Armenias, Las Brisas, Buenavista, Cuatro Cruces, Guacalito, Milpas, Miramar, Pata de Gallo (San Cristóbal) (parte), Rosario, Verbena (parte).

## Transporte

### Carreteras
Al distrito lo atraviesan las siguientes rutas nacionales de carretera:
- Ruta nacional 6
- Ruta nacional 164
- Ruta nacional 729
- Ruta nacional 730